# مدينة الخطيئة: سيدة لتقتل من أجلها
مدينة الخطيئة: سيدة لتقتل من أجلها (بالإنجليزية: Sin City: A Dame to Kill For) هو فيلم جريمة وإثارة أمريكي من إخراج فرانك ميلر وروبرت رودريغيز. سيناريو الفيلم كتبه فرانك ميلر، الذي اقتبسه في الأساس من كتابه المصور A Dame to Kill For، الكتاب الثاني ضمن سلسلة Sin City. الفيلم هو تتمة لفيلم سنة 2005 مدينة الخطيئة.
كحال سابقه، يقدم الفيلم مجموعة من القصص القصيرة تتقاطع فيها طرق بعض سكان المدينة الأشداء مع سفاحين ومجرمين. صدر الفيلم بالولايات المتحدة في 22 أغسطس، 2014 وفي 28 أغسطس بالشرق الأوسط.

## طاقم التمثيل
- جيسيكا ألبا بدور نانسي كولاهان.
- جوش برولين وكلايف أوين بدور دوايت مكارثي.[3]
- روزاريو دوسن بدور جايل.
- جيمي تشونغ بدور ميهو.
- جوزيف غوردون-ليفيت بدور جوني.
- إيفا جرين بدور أفا لورد.
- ليدي غاغا بدور النادلة.
- دنيس هايسبيرت بدور مانوت.
- ستيسي كيتش بدور والنكويست.
- راي ليوتا بدور جوي.
- كريستوفر ميلوني بدور مورت.
- ميكي رورك بدور مارف.
- جونو تيمبل بدور سالي.
- بروس ويليس بدور جون هارتيجان.

## الأستقبال النقدي
تلقى الفيلم مراجعات متباينة من النقاد. على موقع الطماطم الفاسدة، الفيلم حاصل على تقييم 41% بناءً على 92 مراجعة. على ميتاكريتيك، الفيلم حاصل على تقييم 44 من 100 بناءً على 29 ناقد.

## روابط خارجية
- مدينة الخطيئة: سيدة لتقتل من أجلها على موقع IMDb (الإنجليزية)
- مدينة الخطيئة: سيدة لتقتل من أجلها على موقع ميتاكريتيك (الإنجليزية)
- مدينة الخطيئة: سيدة لتقتل من أجلها على موقع الموسوعة البريطانية (الإنجليزية)
- مدينة الخطيئة: سيدة لتقتل من أجلها على موقع روتن توميتوز (الإنجليزية)
- مدينة الخطيئة: سيدة لتقتل من أجلها على موقع نتفليكس (الإنجليزية)
- مدينة الخطيئة: سيدة لتقتل من أجلها على موقع قاعدة بيانات الأفلام العربية
- مدينة الخطيئة: سيدة لتقتل من أجلها على موقع ألو سيني (الفرنسية)
- مدينة الخطيئة: سيدة لتقتل من أجلها على موقع أول موفي (الإنجليزية)
- مدينة الخطيئة: سيدة لتقتل من أجلها على موقع بوكس أوفيس موجو (الإنجليزية)
- مدينة الخطيئة: سيدة لتقتل من أجلها على موقع فيلمافينيتي (الإسبانية)